# Општина Деса (Долж)
Деса (рум. Desa) општина је у Румунији у округу Долж.
Oпштина се налази на надморској висини од 36 m.